# Kvæøya

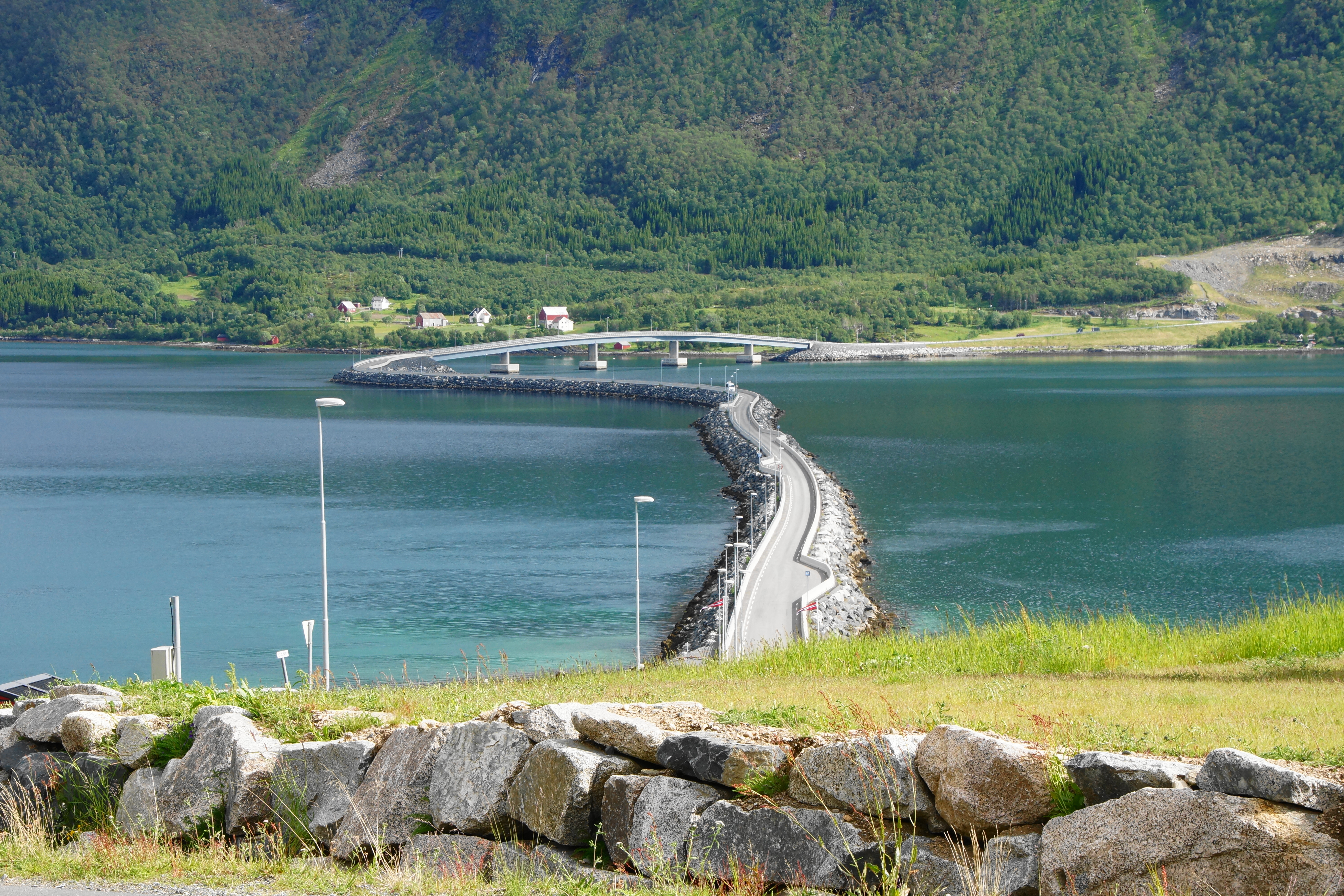
Puente Kveøybrua en Kvæfjord, visto desde la isla de Kveøya hacia la isla de Hinnøya.

Kvæøya es una pequeña isla costera del municipio de Kvæfjord, ppprovincia de Troms]], Noruega. Se ubica en el Kvæfjorden, una ramificación del Gullesfjorden y a 1,5 km al suroeste del poblado de Borkenes. En el año 2010, se inauguró el puente de Kvæøy (Kveøybrua), permitiendo la conexión por carretera de Hundstad a Straumen en Hinnøya.
Los territorios del sur y del oeste están considerados como buenos para la agricultura, existiendo una gran cantidad de granjas. En cambio, los sectores norte y este son montañosos y predomina la estepa, estando abandonados. El punto más alto es el monte Hilderkleiva con 267 m.